# Canefield
Canefield  es una localidad de Dominica en la parroquia de Saint Paul. 
Es sede de industrias, así como del segundo aeropuerto de la isla.
En sus alrededores se encuentran las localidades de Cochrane, Checkhall, Massacre y Fond Colé.

## Demografía
Según censo 2001 contaba con una población de 2.803 habitantes. La estimación 2010 refiere a  3.439 habitantes.